# Un homme descendait la route
Un homme descendait la route (en géorgien : გზაზე ერთი კაცი მიდიოდა) est un roman historique de l'écrivain géorgien Otar Tchiladzé.